# ココス・ベーカリー
ココス・ベーカリー（Coco's Bakery）は、アメリカ合衆国西部で店舗を展開するカジュアルダイニングレストラン（ファミリーレストラン）のチェーンである。2021年4月現在、アリゾナ州、カリフォルニア州で33のレストランを運営している。1948年にカリフォルニア州コロナ・デル・マーで「ザ・スナックショップ」としてスタートし、以降、所有者が何度か交替している。2018年より、シェリーズ・マネージメント・コーポレーションの子会社となっている。日本のココスジャパンは、当社と提携し、当初は同一のコンセプトで店舗を展開していた。

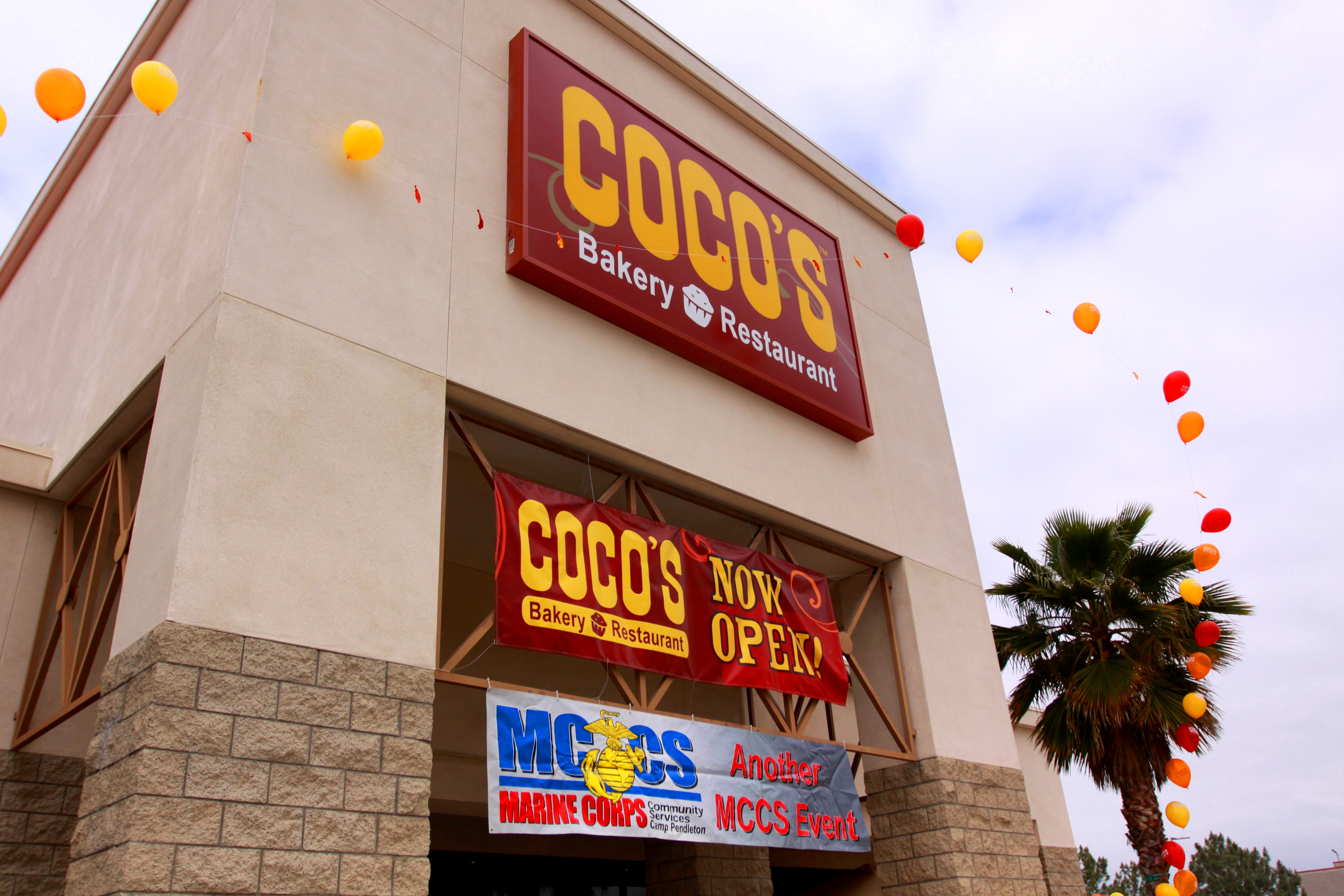
キャンプ・ペンドルトン海兵隊基地内のココス・ベーカリーの店舗（2010年）

## 歴史
1948年、カリフォルニア州ニューポートビーチのコロナ・デル・マーのカリフォルニア州道1号（パシフィック・コースト・ハイウェイ）沿いにあった「ザ・スナックショップ」(The Snack Shop)を、ジョン・マッキントッシュとオードリー・マッキントッシュの夫妻が購入。ジョン・マッキントッシュがこの店で2週間働いた後に、購入を決めた。義理の兄弟であるビル・マッキンタイアとのパートナーシップにより、マッキントッシュ夫妻はザ・スナックショップのコンセプトを多くの店舗に拡大し、1960年にはニューポートビーチに「ルーベンズ」(Reuben's)を出店。1965年には、ザ・スナックショップのコンセプトの「ココス」(Coco's)と「ルーベン・E・リー」(Reuben E. Lee)を出店し、最終的には全ての「ザ・スナックショップ」のブランドを「ココス」に変更した。「ベーカリー」という名前の通りベーカリーレストランで、パイを提供していた。
「ザ・スナックショップ」の「ココス」への転換と、ココスに併設されていたステーキハウス「ルーベンズ」のフランチャイズ拡大の後、ニューヨークの化学複合企業であるW.R.グレース・アンド・カンパニーに事業全体が売却された。グレース社は、地元のメキシカンレストランチェーンの「エルトリート」(El Torito)や「キャロウズ」(Carrows)なども買収した。
数年にわたる業績不振の後、グレース社は145店舗のレストランをレバレッジド・バイアウトにより、グレース社の経営者で構成されるレストラン・エンタープライセズ・グループ(Restaurant Enterprises Group)として分社化。2002年、ココスはキャロウズとともに、カリフォルニア州カールスバッドに本社を置くカタリナ・レストラン・グループ(Catalina Restaurant Group)により買収。2006年、ココスジャパンの親会社である日本のゼンショーが、カタリナ・レストラン・グループを買収。2015年、テキサス州サンアントニオに本拠を置くフード・マネジメント・パートナーズが、カタリナ・レストラン・グループを買収した。2018年9月、シェリーズ・マネージメント・コーポレーションがココスとキャロウズを引き継いだことが発表された。